# One red paperclip
One red paperclip és un lloc web creat pel blogger canadenc Kyle MacDonald, que va iniciar un repte de per un sol clip vermell aconseguir adquirir una casa en una sèrie de catorze intercanvis comercials en sèrie al llarg d'un any. MacDonald es va inspirar en el joc infantil Bigger, Better. El seu lloc web va rebre una atenció considerable pel seguiment de les transaccions. "Molta gent s'ha preguntat com es va despertar tanta publicitat al voltant del projecte, i la meva resposta senzilla és: 'No en tinc ni idea'", va declarar MacDonald a la BBC.

## Cronologia de la negociació

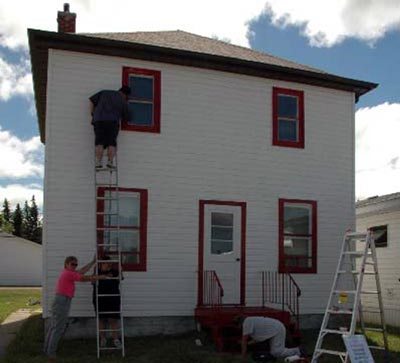
La casa de Kyle MacDonald

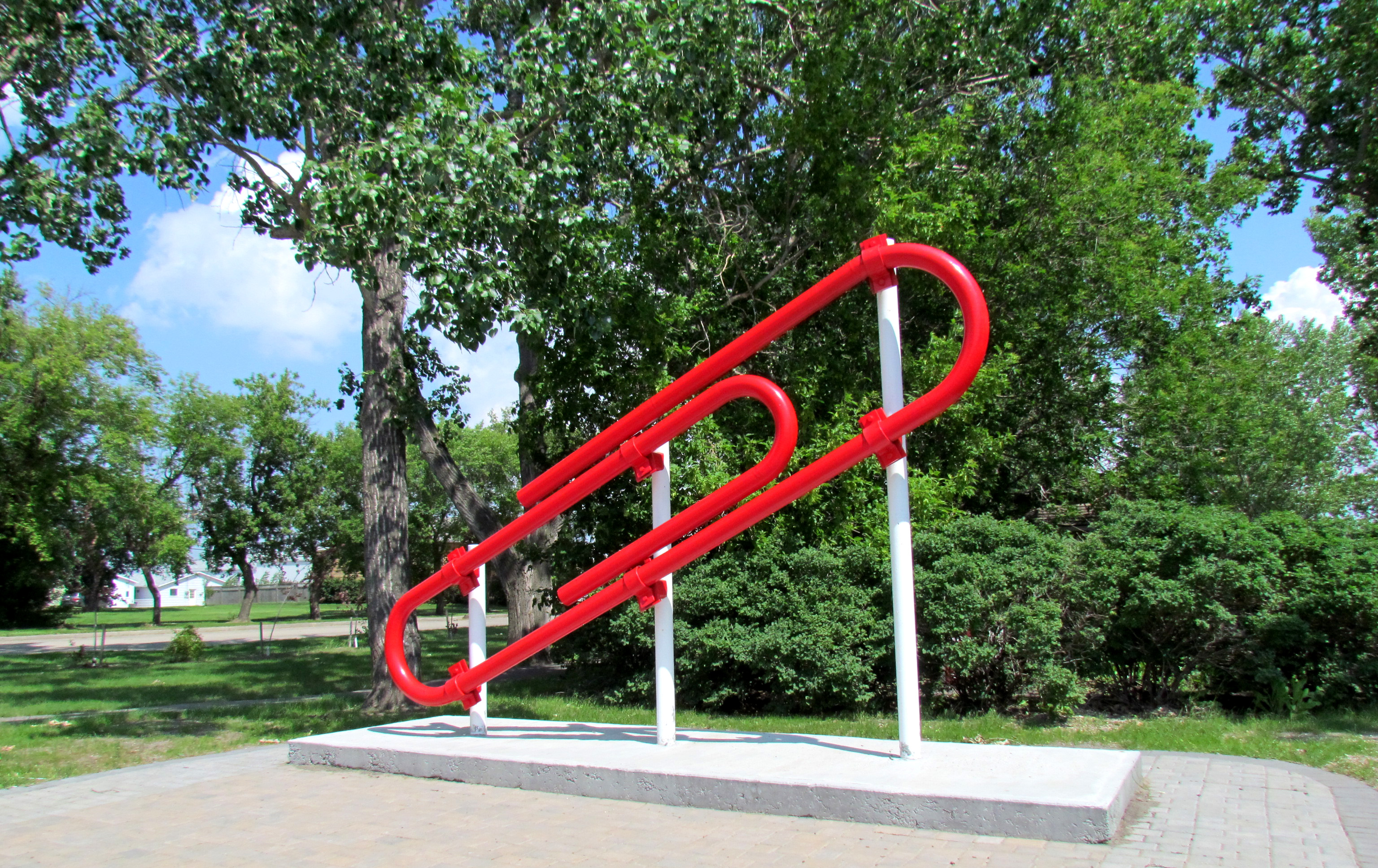
Aquesta escultura del clip vermell es va instal·lar el 2007 al Bell Park de Kipling com a monument a la sèrie de transaccions realitzades per MacDonald. En aquell moment, era el clip més gran del món.

MacDonald va realitzar el seu primer intercanvi comercial, d'un clip de paper vermell per un bolígraf en forma de peix el 14 de juliol del 2005. Va arribar al seu objectiu de negociar fins a una casa amb la catorzena transacció, negociant un rotlle de pel·lícula per una casa. I aquesta és la llista de totes les transaccions que MacDonald va fer:
1. El 14 de juliol de 2005, va anar a Vancouver i va comerciar un clip vermell per un bolígraf en forma de peix.
2. Després va comerciar el bolígraf el mateix dia per una maneta de porta esculpida a mà a Seattle (Washington).
3. El 25 de juliol de 2005 va viatjar a Amherst (Massachusetts), amb un amic per comerciar la maneta de porta per un fogó portàtil de combustible de la marca Coleman.
4. El 24 de setembre del 2005 va anar a Califòrnia i va comerciar el fogó portàtil de campament per un generador elèctric Honda.
5. El 16 de novembre de 2005, va viatjar a Maspeth (Queens) i va comerciar el generador per material per fer una "festa instantània": un barril de cervesa buit, una vàlvula IOU per omplir el barril amb la cervesa i un rètol Budweiser de neó. Aquest va ser el seu segon intent de comerciar el generador, ja que en el primer intent el generador li va ser confiscat temporalment pel parc de bombers de la ciutat de Nova York.
6. El 8 de desembre de 2005, va intercanviar tot el material de "festa" al còmic i locutor de ràdio del Quebec, Michel Barrette, que li va entregar una moto de neu Ski-Doo.
7. Al cap d'una setmana d'això, va comerciar la moto de neu per a un viatge de dues persones a Yahk (Colúmbia Britànica), previst el febrer del 2006.
8. Al voltant del 7 de gener del 2006, va comerciar el segon passatge del viatge a Yahk per un camió amb remolc.
9. Al voltant del 22 de febrer de 2006, comercià el camió amb remolc per un contracte de gravació a Metalworks a Mississauga, (Ontario).
10. Al voltant de l'11 d'abril del 2006, va intercanviar el contracte a Jody Gnant per un lloguer d'un any a Phoenix (Arizona).
11. Al voltant del 26 d'abril de 2006, va comerciar el lloguer d'un any a Phoenix per una tarda amb Alice Cooper.
12. Al voltant del 26 de maig del 2006, va comerciar la tarda amb Cooper per una bola de neu motoritzada de KISS.
13. Al voltant del 2 de juny de 2006, va comerciar el globus de neu a Corbin Bernsen per un paper a la pel·lícula Donna on Demand.[3]
14. Al voltant del 5 de juliol de 2006, va comerciar el paper en la pel·lícula per una caseta de dues plantes a Kipling (Saskatchewan).